# Iqbal Theba
Iqbal Theba (Karachi, 20 dicembre 1963) è un attore pakistano naturalizzato statunitense.

## Biografia
Iqbal Theba è diventato un volto noto della TV negli anni '90, quando apparve in varie trasmissioni televisive e spot pubblicitari negli Stati Uniti.
Theba ha avuto anche brevi ruoli in diverse serie televisive tre cui Sposati... con figli, E.R. - Medici in prima linea, Nip/Tuck, Alias, Due uomini e mezzo, Pappa e ciccia, Kitchen Confidential, Chuck, JAG - Avvocati in divisa, Arrested Development - Ti presento i miei, Childrens Hospital, The Tick, West Wing - Tutti gli uomini del Presidente, Friends, Sister, Sister, Seinfeld, Tutti amano Raymond, King of the Hill e  Community. È inoltre apparso accanto al futuro co-protagonista di Glee Mike O'Malley in un episodio della sitcom Prima o poi divorzio!. 
Iqbal è inoltre guest star nella serie della NBC ed è apparso nel ruolo del Preside Figgins della serie televisiva Fox Glee.

## Filmografia

### Cinema
- Proposta indecente (Indecent Proposal), regia di Adrian Lyne (1993)
- Just Looking, regia di Tyler Bensinger (1995)
- Driven, regia di Michael Shoob (1996)
- Sour Grapes, regia di Larry David (1998)
- Baseketball (BASEketball), regia di David Zucker (1998)
- Dancing at the Blue Iguana, regia di Michael Radford (2000)
- Guardian, regia di John Terlesky (2001)
- A.K.A. Birdseye, regia di Stephen Beckner e Michael C. Huber (2002)
- Appuntamento al buio (Blind Dating), regia di James Keach (2006)
- Frankenhood, regia di Blaxwell Smart (2009)
- Transformers 3 (Transformers: Dark of the Moon), regia di Michael Bay (2011)
- ...Or Die, regia di Gregory Bonsignore e John Petaja - cortometraggio (2012)
- Quello che so sull'amore (Playing for Keeps), regia di Gabriele Muccino (2012)
- The Escort, regia di Will Slocombe (2015)
- The Tiger Hunter, regia di Lena Khan (2016)
- DriverX, regia di Henry Barrial (2017)
- Green Book, regia di Peter e Bobby Farrelly (2018)
- The Illegal, regia di Danish Renzu (2019)
- Useless Humans, regia di Stephen Ohl (2020)

### Televisione
- L.A. Law - Avvocati a Los Angeles (L.A. Law) – serie TV, episodi 7x19 (1993)
- Living Single – serie TV, episodi 1x23 (1994)
- Occhi innocenti (The Innocent), regia di Mimi Leder – film TV (1994)
- Innamorati pazzi (Mad About You) – serie TV, episodi 3x10 (1994)
- Il computer con le scarpe da tennis (The Computer Wore Tennis Shoes), regia di Peyton Reed – film TV (1995)
- Seinfeld – serie TV, episodi 6x18 (1995)
- Sola con i miei bambini (Abandoned and Deceived), regia di Joseph Dougherty – film TV (1995)
- The George Carlin Show – serie TV, 6 episodi (1994-1995)
- Charlie Grace – serie TV, episodi 1x2 (1995)
- Dream On – serie TV, episodi 6x1-6x10 (1995)
- Sisters – serie TV, episodi 6x17 (1996)
- Ned and Stacey – serie TV, episodi 1x20 (1996)
- Can't Hurry Love – serie TV, episodi 1x19 (1996)
- Sister, Sister – serie TV, episodi 3x15-3x18 (1996)
- The Home Court – serie TV, episodi 1x17 (1996)
- Space: Above and Beyond – serie TV, episodi 1x21 (1996)
- La stirpe del futuro (Yesterday's Target), regia di Barry Samson – film TV (1996)
- Too Something – serie TV, episodi 1x9 (1996)
- Homeboys in Outer Space – serie TV, episodi 1x1 (1996)
- The Tomorrow Man, regia di Bill D'Elia – film TV (1996)
- Pappa e ciccia (Roseanne) – serie TV, episodi 9x8-9x9 (1996)

- Ellen – serie TV, episodi 4x18 (1997)
- Sposati... con figli (Married with Children) – serie TV, 4 episodi (1995-1997)
- Otto sotto un tetto (Family Matters) – serie TV, episodi 7x3-7x11-8x20 (1995-1997)
- Caroline in the City – serie TV, episodi 2x21 (1997)
- Total Security – serie TV, episodi 1x11 (1997)
- Tutti amano Raymond (Everybody Loves Raymond) – serie TV, episodi 2x5 (1997)
- Brooklyn South – serie TV, episodi 1x7 (1997)
- Fired Up – serie TV, episodi 2x15 (1998)
- Friends – serie TV, episodi 5x3 (1998)
- Più forte ragazzi (Martial Law) – serie TV, episodi 1x7 (1998)
- Malcolm & Eddie – serie TV, episodi 4x5 (1999)
- Shasta McNasty – serie TV, episodi 1x3 (1999)
- West Wing - Tutti gli uomini del Presidente (The West Wing) – serie TV, episodio 1x11 (2000)
- The Hughleys – serie TV, episodi 3x9 (2000)
- The Huntress – serie TV, episodi 1x18 (2001)
- Giudice Amy (Judging Amy) – serie TV, episodi 3x1 (2001)
- Prima o poi divorzio! (Yes, Dear) – serie TV, episodi 2x5 (2001)
- E.R. - Medici in prima linea (ER) – serie TV, 4 episodi (1997-2001)
- The Agency – serie TV, episodi 1x7 (2001)
- The Tick – serie TV, episodi 1x4 (2001)
- Alias – serie TV, episodi 2x9 (2002)
- The Division – serie TV, episodi 3x21 (2003)
- The Lyon's Den – serie TV, episodi 1x7 (2003)
- Arrested Development - Ti presento i miei (Arrested Development) – serie TV, episodi 1x14 (2004)
- Una mamma quasi perfetta (Life with Bonnie) – serie TV, episodi 2x9-2x22 (2003-2004)
- JAG - Avvocati in divisa (JAG) – serie TV, episodi 3x23-9x22 (1998-2004)
- Dr. Vegas – serie TV, episodi 1x2 (2004)
- Joan of Arcadia – serie TV, episodi 2x6 (2004)
- Girlfriends – serie TV, episodi 5x8 (2004)
- Eve – serie TV, episodi 2x18 (2005)
- Las Vegas – serie TV, episodi 3x3 (2005)
- Just Legal – serie TV, episodi 1x3 (2005)
- Hot Properties – serie TV, episodi 1x1 (2005)
- The War at Home – serie TV, episodi 1x20 (2006)
- Kitchen Confidential – serie TV, episodi 1x4-1x8 (2005-2006)
- Beyond, regia di Breck Eisner – film TV (2006)
- Weeds – serie TV, episodi 3x5 (2007)
- Chuck – serie TV, episodi 1x4 (2007)
- Due uomini e mezzo (Two and a Half Men) – serie TV, episodi 6x13 (2009)
- Nip/Tuck – serie TV, episodi 5x18 (2009)
- Childrens Hospital – serie TV, episodi 2x12 (2010)
- Ghosts/Aliens, regia di Michael Patrick Jann – film TV (2010)
- NCIS - Unità anticrimine (NCIS: Naval Criminal Investigative Service) – serie TV, episodi 9x12 (2012)
- The Glee Project – serie TV, episodi 2x1-2x9 (2012)
- Community – serie TV, episodi 1x3-1x18-4x12 (2009-2013)
- Glee – serie TV, 52 episodi (2009-2015)
- The Brink – serie TV, 9 episodi (2015)
- School of Rock – serie TV, episodi 1x7 (2016)
- Young & Hungry - Cuori in cucina (Young & Hungry) – serie TV, episodi 5x9 (2017)
- Sigmund and the Sea Monsters – serie TV, episodi 1x3 (2017)
- Season and Renee, regia di Dean Donofrio – film TV (2018)
- Dream Corp, LLC – serie TV, episodi 2x11 (2018)
- Bosch – serie TV, episodi 5x8 (2019)
- The Blacklist – serie TV, episodi 7x8 (2019)
- Messiah – serie TV, 4 episodi (2020)
- Non ho mai... (Never Have I Ever) – serie TV, episodi 1x9 (2020)

## Doppiatori italiani
Nelle versioni in italiano delle opere in cui ha recitato, Iqbal Theba è stato doppiato da:
- Enrico Di Troia in The Blacklist, Messiah
- Nino D'Agata in Alias
- Massimiliano Lotti in Nip/Tuck
- Roberto Draghetti in Due uomini e mezzo
- Pietro Ubaldi in Community
- Luigi Scribani in NCIS - Unità anticrimine
- Antonio Sanna in Glee
- Guido Sagliocca in Green Book
- Manfredi Aliquò in Bosch
- Ambrogio Colombo in Non ho mai...

Da doppiatore è stato sostituito da:
- Massimo Corvo in Mira, detective reale